# Wilhelm Giese (Politiker)
Wilhelm Hellmuth Giese (* 2. Januar 1872 in Kröpelin; † 11. Juni 1945 in Doberan) war ein deutscher Politiker (SPD).

## Leben
Giese war Postbeamter. Zu Anfang seiner Berufstätigkeit gründete er die Landesorganisation des Verbandes der mittleren Postbeamten mit, woraufhin er zeitweilig aufs Land versetzt wurde. Giese stieg auf bis zum Oberpost- und Rechnungsrat in Schwerin, seit 1908 leitete er die „Schweriner Beamtenvereinigung“ und war Mitglied im Städtischen Bürgerausschuss. Im Februar 1920 wurde er als Nachrücker für Hermann Freiherr von Richthofen Mitglied im Verfassunggebenden Landtag von Mecklenburg-Schwerin für die DDP, er gehörte anschließend auch dem ersten ordentlichen Landtag von Mecklenburg-Schwerin an.